# Кубок світу з біатлону 2022—2023
Кубок світу з біатлону в сезоні 2022—2023 проходив з 29 листопада 2022 року по 19 березня 2023 року і складався з 10 етапів, включно з чемпіонатом світу 2023 року, що відбувся в німецькому Обергофі. Усього було проведено 67 гонок різного формату.
Починаючи з цього сезону змінився порядок підрахунку очок: тепер за 1-6 місця нараховуватимуть від 90 до 40 очок, а відрахування двох найгірших результатів за підсумками сезону скасували. Крім цього, до загального заліку Кубка світу більше не включатимуться гонки чемпіонату світу.
За результатами загального заліку сезону володарями Великих кришталевих глобусів стали норвежець Йоганнес Бо в чоловіків та француженка Жулья Сімон — у жінок.
Кубок нації виграли, відповідно, збірні Норвегії у чоловіків, та Франції — у жінок.

## Національні квоти країн
Кількість біатлоністів, що беруть участь в Кубку світу від окремої національної збірної, визначається відповідно до місця команди в Кубку націй у попередньому сезоні. Відповідно до результатів попереднього сезону національні команди будуть представлені наступною кількістю спортсменів:
| Місце в Кубку націй | Реєстрація/Старт | Чоловіки | Жінки                                                      |
| ------------------- | ---------------- | --- | ---------------------------------------------------------- |
| 1 — 5               | 8/6              | Норвегія, Франція, Німеччина, Швеція, Італія↑                                                                               | Норвегія, Швеція, Франція, Німеччина, Чехія↑↑              |
| 6 — 10              | 7/5              | Австрія, Швейцарія↑, Чехія↑, Фінляндія↑, Словенія*, Україна                                                                 | Італія, Австрія, Швейцарія, Фінляндія↑*, США↑*, Україна    |
| 11 — 17             | 6/4              | Канада, США, Литва, Японія↑, Естонія↑*, Болгарія↑*                                                                          | Естонія, Польща, Словаччина↑, Казахстан↑, Японія*, Канада* |
| 18 — 23             | 5/3              | Словаччина, Румунія↑, Бельгія↓, Польща, Казахстан↑*, Латвія*                                                                | Словенія, КНР↑↑, Болгарія, Румунія↑↑, Латвія*, Молдова↑↑*  |
| 24 — 25             | 4/2              | Молдова↑*, КНР↑* | Південна Корея↓*, Бельгія*                                 |
| Wildcard (всього 8) | 1/1              | Боснія і Герцеговина, Велика Британія, Греція, Данія, Іспанія, Нова Зеландія, Південна Корея, Туреччина, Угорщина, Хорватія | Австралія, Гренландія, Литва, Хорватія                     |

На додаток до квот для національних федерацій, які займають місця з 1-го по 25-е, 8-ми національним збірним, у яких немає квот для участі в Кубку світу, видаються wildcard, які надають квоту на старт одного спортсмена в Кубку світу. На одну збірну на кожну стать видається максимум по дві wildcard. Wildcard діють протягом одного триместру (як правило, це етапи 1-3 КС, 4-6 КС та 7-9 КС).
Через вторгнення росії в Україну, збірна України не взяла участь у чемпіонаті світу в березні 2022 року, а, отже, втратила місця в Кубку націй. Тоді керівна рада IBU вирішила, що українській федерації буде дозволено зберегти стартові місця попереднього сезону (позначено курсивом).
росія та білорусь були відсторонені від участі в кубку світу і, таким чином, втратили свої стартові квоти. Інші асоціації підвищуються відповідно до національного рейтингу (позначено зірочкою (*)).

## Календар
| Етап                                                    | Місце                                                   | Дата                                                    | Інд. гонки | Спринт | Персьют | Масстарт | Естафети | Змішані | Одиночні змішані |
| ------------------------------------------------------- | ------------------------------------------------------- | ------------------------------------------------------- | ---------- | ------ | ------- | -------- | -------- | ------- | ---------------- |
| 1                                                       | Контіолахті                                             | 29 листопада-4 грудня                                   | ●          | ●      | ●       |          | ●        |         |                  |
| 2                                                       | Гохфільцен                                              | 8—11 грудня                                             |            | ●      | ●       |          | ●        |         |                  |
| 3                                                       | Ансі                                                    | 15—18 грудня                                            |            | ●      | ●       | ●        |          |         |                  |
| 4                                                       | Поклюка                                                 | 5—8 січня                                               |            | ●      | ●       |          |          | ●       | ●                |
| 5                                                       | Рупольдінг                                              | 11—15 січня                                             | ●          |        |         | ●        | ●        |         |                  |
| 6                                                       | Разун-Антерсельва                                       | 19—22 січня                                             |            | ●      | ●       |          | ●        |         |                  |
| ЧС                                                      | Обергоф                                                 | 8—19 лютого                                             | ●          | ●      | ●       | ●        | ●        | ●       | ●                |
| 7                                                       | Нове Место-на-Мораві                                    | 2—5 березня                                             |            | ●      | ●       |          |          | ●       | ●                |
| 8                                                       | Естерсунд                                               | 9—12 березня                                            | ●          |        |         | ●        | ●        |         |                  |
| 9                                                       | Гольменколлен                                           | 16—19 березня                                           |            | ●      | ●       | ●        |          |         |                  |
| Усього: 68 гонок (31 чоловічих, 31 жіночих, 6 змішаних) | Усього: 68 гонок (31 чоловічих, 31 жіночих, 6 змішаних) | Усього: 68 гонок (31 чоловічих, 31 жіночих, 6 змішаних) | 4          | 8      | 8       | 5        | 6        | 3       | 3                |

## Медальний залік
| Місце  | Країна    | Золото | Срібло | Бронза | Загалом |
| ------ | --------- | ------ | ------ | ------ | ------- |
| 1      | Норвегія  | 30     | 18     | 13     | 61      |
| 2      | Швеція    | 8      | 8      | 8      | 24      |
| 3      | Франція   | 7      | 12     | 15     | 34      |
| 4      | Італія    | 4      | 9      | 4      | 17      |
| 5      | Німеччина | 4      | 4      | 11     | 19      |
| 6      | Австрія   | 2      | 0      | 0      | 2       |
| 7      | Швейцарія | 0      | 3      | 1      | 4       |
| 8      | Чехія     | 0      | 1      | 1      | 2       |
| 9      | Латвія    | 0      | 0      | 1      | 1       |
| 9      | Словенія  | 0      | 0      | 1      | 1       |
| Усього | Усього    | 55     | 55     | 55     | 165     |

## Таблиці. Чоловіки

### Загальний залік. Чоловіки
| Місце | після 21 гонки                 | Очки |
| ----- | ------------------------------ | ---- |
| 1     | Йоганнес Бо (NOR)              | 1589 |
| 2     | Стурла Гольм Легрейд (NOR)     | 1098 |
| 3     | Ветле Шостад Крістіансен (NOR) | 935  |
| 4     | Бенедикт Долль (GER)           | 782  |
| 5     | Мартін Понсілуома (SWE)        | 779  |
| …35   | Антон Дудченко (UKR)           | 163  |

| Місце | після 7 гонок              | Очки |
| ----- | -------------------------- | ---- |
| 1     | Йоганнес Бо (NOR)          | 630  |
| 2     | Стурла Гольм Легрейд (NOR) | 375  |
| 3     | Мартін Понсілуома (SWE)    | 328  |
| …37   | Артем Прима (UKR)          | 50   |

| Місце | після 7 гонок              | Очки |
| ----- | -------------------------- | ---- |
| 1     | Йоганнес Бо (NOR)          | 600  |
| 2     | Стурла Гольм Легрейд (NOR) | 425  |
| 3     | Кентен Фійон-Має (FRA)     | 295  |
| …33   | Антон Дудченко (UKR)       | 58   |

| Місце | після 4 гонок                  | Очки |
| ----- | ------------------------------ | ---- |
| 1     | Ветле Шостад Крістіансен (NOR) | 270  |
| 2     | Йоганнес Бо (NOR)              | 240  |
| 3     | Стурла Гольм Легрейд (NOR)     | 208  |
| …36   | Антон Дудченко (UKR)           | 25   |

| Місце | після 3 гонок                  | Очки |
| ----- | ------------------------------ | ---- |
| 1     | Ветле Шостад Крістіансен (NOR) | 171  |
| 2     | Бенедикт Долль (GER)           | 151  |
| 3     | Мартін Понсілуома (SWE)        | 132  |
| …26   | Антон Дудченко (UKR)           | 40   |

### Естафета. Чоловіки
| Місце | після 5 гонок | Очки |
| ----- | ------------- | ---- |
| 1     | Норвегія      | 450  |
| 2     | Німеччина     | 330  |
| 3     | Франція       | 320  |
| 4     | Швеція        | 256  |
| 5     | Австрія       | 190  |
| …7    | Україна       | 180  |

## Таблиці. Жінки

### Загальний залік. Жінки
| Місце | після 20 гонок           | Очки |
| ----- | ------------------------ | ---- |
| 1     | Жулья Сімон (FRA)        | 1093 |
| 2     | Доротея Вірер (ITA)      | 911  |
| 3     | Ліза Віттоцці (ITA)      | 882  |
| 4     | Деніз Геррманн-Вік (GER) | 874  |
| 5     | Ельвіра Еберг (SWE)      | 764  |
| …33   | Юлія Джіма (UKR)         | 164  |

| Місце | після 7 гонок            | Очки |
| ----- | ------------------------ | ---- |
| 1     | Деніз Геррманн-Вік (GER) | 400  |
| 2     | Доротея Вірер (ITA)      | 314  |
| 3     | Жулья Сімон (FRA)        | 295  |
| …33   | Юлія Джіма (UKR)         | 73   |

| Місце | після 6 гонок       | Очки |
| ----- | ------------------- | ---- |
| 1     | Жулья Сімон (FRA)   | 373  |
| 2     | Ельвіра Еберг (SWE) | 350  |
| 3     | Доротея Вірер (ITA) | 285  |
| …39   | Юлія Джіма (UKR)    | 46   |

| Місце | після 4 гонок            | Очки |
| ----- | ------------------------ | ---- |
| 1     | Жулья Сімон (FRA)        | 270  |
| 2     | Анаїс Шевальє-Буше (FRA) | 206  |
| 3     | Ганна Еберг (SWE)        | 195  |
| …38   | Юлія Джіма (UKR)         | 20   |

| Місце | після 3 гонок       | Очки |
| ----- | ------------------- | ---- |
| 1     | Ліза Віттоцці (ITA) | 225  |
| 2     | Жулья Сімон (FRA)   | 155  |
| 3     | Ганна Еберг (SWE)   | 153  |
| …37   | Юлія Джіма (UKR)    | 25   |

### Естафета. Жінки
| Місце | після 5 гонок | Очки |
| ----- | ------------- | ---- |
| 1     | Франція       | 345  |
| 2     | Норвегія      | 325  |
| 3     | Швеція        | 321  |
| 4     | Німеччина     | 320  |
| 5     | Італія        | 252  |
| …10   | Україна       | 149  |

## Змішані естафети
| Місце | після 4 гонок | Очки |
| ----- | ------------- | ---- |
| 1     | Франція       | 305  |
| 2     | Норвегія      | 280  |
| 3     | Швейцарія     | 217  |
| 4     | Швеція        | 198  |
| 5     | Італія        | 173  |
| …8    | Україна       | 146  |

## Кубок націй
| Місце | Країна    | Очки |
| ----- | --------- | ---- |
| 1     | Норвегія  | 8993 |
| 2     | Франція   | 7977 |
| 3     | Німеччина | 7813 |
| 4     | Швеція    | 7399 |
| 5     | Швейцарія | 6345 |
| 6     | Чехія     | 6278 |
| 7     | Австрія   | 6219 |
| 8     | Італія    | 6168 |
| 9     | Україна   | 6005 |
| 10    | Фінляндія | 5844 |

| Місце | Країна    | Очки |
| ----- | --------- | ---- |
| 1     | Франція   | 8128 |
| 2     | Швеція    | 7884 |
| 3     | Норвегія  | 7859 |
| 4     | Німеччина | 7833 |
| 5     | Італія    | 7575 |
| 6     | Швейцарія | 6738 |
| 7     | Австрія   | 6648 |
| 8     | Чехія     | 6350 |
| 9     | Фінляндія | 5691 |
| 10    | Україна   | 5399 |

## Досягнення
Кількість перемог (в дужках за всю кар'єру)
| Чоловіки - Йоганнес Бо (NOR) — 16 (68) - Стурла Гольм Легрейд (NOR) — 1 (10) - Ветле Шостад Крістіансен (NOR) — 1 (4) - Бенедикт Долль (GER) — 1 (4) - Йоганнес Дале (NOR) — 1 (2) - Мартін Понсілуома (SWE) — 1 (2) | Жінки - Доротея Вірер (ITA) — 3 (16) - Деніз Геррманн-Вік (GER) — 3 (11) - Ельвіра Еберг (SWE) — 3 (7) - Жулья Сімон (FRA) — 3 (7) - Марте Ольсбу-Рейселанн (NOR) — 2 (17) - Ганна Еберг (SWE) — 2 (8) - Ліза-Тереза Гаузер (AUT) — 2 (5) - Ліза Віттоцці (ITA) — 1 (3) - Анна Магнуссон (SWE) — 1 (1) |